# Curva de Koch
A curva de Koch é uma curva geométrica e um dos primeiros fractais a serem descritos. Aparece pela primeira vez num artigo de 1906, intitulado "Une méthode géométrique élémentaire pour l'étude de certaines questions de la théorie des courbes planes", de autoria do matemático sueco Helge von Koch. O mais conhecido Floco de neve de Koch (ou estrela de Koch) corresponde à mesma curva, tirando que se inicia a sua construção a partir de um triângulo equilátero (em vez de um segmento de recta). Eric Haines desenvolveu o mesmo conceito, a três dimensões, o que resultou num fractal com volume de um floco de neve.

## Construção

As sete primeiras iterações da "curva do floco de neve" de Koch

Podemos imaginar a sua construção a partir de um segmento de recta que será submetido a alterações recorrentes (iterações), como a seguir se descreve:
1. Divide-se o segmento de recta em três segmentos de igual comprimento.
2. Desenha-se um triângulo equilátero (fazendo um ângulo de π/3 radianos (60 graus)), em que o segmento central, referido no primeiro passo, servirá de base.
3. Apaga-se o segmento que serviu de base ao triângulo do segundo passo.

Depois de isto feito, o resultado será semelhante à secção longitudinal de um chapéu de bruxa.
Procedendo da mesma forma para cada um dos quatro segmentos que ficam, formam-se dezesseis novos segmentos mais pequenos.
A curva de Koch é o limite para o qual tende esta construção, repetindo as operações referidas, sucessivamente, para cada segmento.
A seguinte figura  representa as seis primeiras etapas de construção. A última curva é uma boa aproximação da curva final.
Se considerarmos cada passo, notamos que para passar de uma linha para a seguinte, substituímos três segmentos por quatro de igual comprimento, ou seja, o comprimento total é multiplicado por 4/3. O limite da sucessão geométrica de razão 4/3 é o infinito, o que significa que a figura final (ou para que tende esta sucessão) terá um comprimento infinito (designado por Mandelbrot como "infinito interno").
Esta característica, típica dos fractais, acrescentada ao facto de a curva parecer ter uma certa espessura devido às constantes mudanças de direcção, sugere que esta figura não é unidimensional (não é apenas uma linha, dotada apenas de comprimento). A sua dimensão estará entre 1 (da recta) e 2 (do plano). Observando a figura: se ampliássemos (através de uma homotetia ou homotesia) três vezes a secção A'B' obteríamos exactamente a secção AB. Na curva final é fácil verificar que a secção A'C é quatro vezes superior à AB.
Sabe-se que uma homotetia de razão três multiplica os comprimentos por 3, as superfícies por 3² = 9, e os volumes por 33 = 27 (o que, generalizando, permite calcular o "volume" de um objecto de dimensão d por 3d). Ora, como temos 3d = 4 para a curva de Koch (como se viu no parágrafo anterior), dá:
d = log. 4 /log. 3 = 1,26186...